# Sophie Wepper
Sophie-Margarita Wepper (Monaco di Baviera, 18 ottobre 1981) è un'attrice tedesca, attiva principalmente in campo televisivo.

## Biografia
Figlia d'arte da parte del padre, l'attore Fritz Wepper (Harry Klein de L'ispettore Derrick) e della contessa di Görtz, Angela von Morgen. E' in attività sin da bambina, ha recitato in circa una dozzina di diverse produzioni, in particolare in vari film TV. Il suo ruolo più noto è tuttavia quello di Alexandra Winter nella serie Omicidi nell'alta società (Mord in bester Gesellschaft, 2007-2017), dove recita a fianco del padre.
Sophie Wepper ha fatto il suo debutto televisivo nel 1991 al fianco di suo padre nella serie TV L'ispettore Derrick. Dal 2003 ha interpretato ruoli secondari nella serie TV In aller Freundschaft. Lavora anche dietro la macchina da presa e ha completato un tirocinio a rotazione nell'episodio della serie TV Unter weißen Segeln, nato in Grecia con Fritz Wepper.
Dal 2002 al 2003 ha studiato giornalismo televisivo presso l'Accademia bavarese della televisione, seguito da un tirocinio pratico di un anno presso Lisa Film GmbH, una società di produzione cinematografica austro-tedesca.
Nella serie thriller Omicidi nell'alta società, ha interpretato di nuovo con suo padre il suo primo ruolo cinematografico importante.
Nell'estate del 2013 Sophie Wepper ha interpretato il ruolo di Nsho-chi al Karl May Festival di Bad Segeberg.

## Filmografia
- L'ispettore Derrick - serie TV - 1 episodio (1991)
- Ein Engel namens Hans-Dieter - film TV (2004) - ruolo: Sonja Anhäuser
- Kurhotel Alpenglück - film TV (2006) - Traudlinde Schopp
- Rosamunde Pilcher: Vento sul lago (Rosamunde Pilcher - Wind über der See) - film TV (2007) - Jenny Peters
- Omicidi nell'alta società (Mord in bester Gesellschaft) - serie TV, (2007-2017) - Alexandra Winter
- Un ciclone in convento - serie TV, 1 episodio (2008)
- Dream Hotel (Das Traumhotel) - serie TV, 1 episodio (2010) - Meike Lehmann
- Soko 5113 - serie TV, 1 episodio (2010)  - Sarah Seidel
- SOKO Kitzbühel - serie TV, 1 episodio (2010)
- Der Bergdoktor - serie TV, 1 episodio (2011)
- Die Rosenheim-Cops - serie TV, 1 episodio (2011)
- Katie Fforde - Diagnose Liebe - film TV (2012) - Emma Simon
- Squadra Speciale Cobra 11 - serie TV, 1 episodio (2012)

## Doppiatrici italiane
Nelle versioni in italiano dei suoi film, Sophie Wepper è stata doppiata da:
- Ilaria Latini in Rosamunde Pilcher: Vento sul lago
- Chiara Gioncardi in Squadra Speciale Cobra 11
- Valentina Mari in Omicidi nell'alta società[7][8]